# Daba, Yangdong
Daba (kinesiska: 大八) är en köping i sydöstra Kina. Den ligger i stadsdistriktet Yangdong i staden Yangjiang i provinsen Guangdong, omkring 180 kilometer sydväst om provinshuvudstaden Guangzhou. Antalet invånare är 32 995. Befolkningen består av 14 870 kvinnor och 18 125 män. Barn under 15 år utgör 15,0 %, vuxna 15-64 år 70 %, och äldre över 65 år 13,0 %.